# San Cristóbal de la Polantera (kommunhuvudort)
San Cristóbal de la Polantera är en kommunhuvudort i Spanien.   Den ligger i provinsen Provincia de León och regionen Kastilien och Leon, i den nordvästra delen av landet, 280 km nordväst om huvudstaden Madrid. San Cristóbal de la Polantera ligger 801 meter över havet och antalet invånare är 939.
Terrängen runt San Cristóbal de la Polantera är platt. Runt San Cristóbal de la Polantera är det ganska glesbefolkat, med 22 invånare per kvadratkilometer. Närmaste större samhälle är Astorga, 14,4 km nordväst om San Cristóbal de la Polantera. Trakten runt San Cristóbal de la Polantera består till största delen av jordbruksmark.